# Martirano Lombardo
Martirano Lombardo est une commune italienne de la province de Catanzaro dans la région Calabre en Italie.

## Administration
| Période                                  | Période | Identité      | Étiquette | Qualité |
| ---------------------------------------- | ------- | ------------- | --------- | ------- |
|                                          |         | Eugenio Gallo |           |         |
| Les données manquantes sont à compléter. |         |               |           |         |

### Hameaux
Pietrebianche, San Nicola, Santa Croce Beratta

### Communes limitrophes
Aiello Calabro, Cleto, Conflenti, Lamezia Terme, Martirano, Nocera Terinese, San Mango d'Aquino